# Clonakilty
Clonakilty (irisch Cloich na Coillte, auch: Clanna Chaoilte) ist eine Stadt im County Cork an der westlichen Südküste der Republik Irland.

## Der Ort
Clonakilty liegt nahe der Keltischen See an der Küste der Grafschaft Cork auf einer typischen „Touristenroute“, der N71 von Cork City über Skibbereen und Kenmare nach Killarney im County Kerry. Die Haupteinnahmequelle in der Region liegt neben Erlösen aus dem Tourismus in der Milchwirtschaft.
Besonders bekannt wurde Clonakilty als Geburtsstadt des irischen Unabhängigkeitskämpfers und Politikers Michael Collins (1890–1922), der auch wenige Kilometer von seinem Geburtsort entfernt starb. Die Einwohnerzahl der Stadt wurde bei der Volkszählung 2022 mit 5112 Personen ermittelt. Es bestehen Städtepartnerschaften mit dem unterfränkischen Waldaschaff und dem bretonischen Châteaulin.

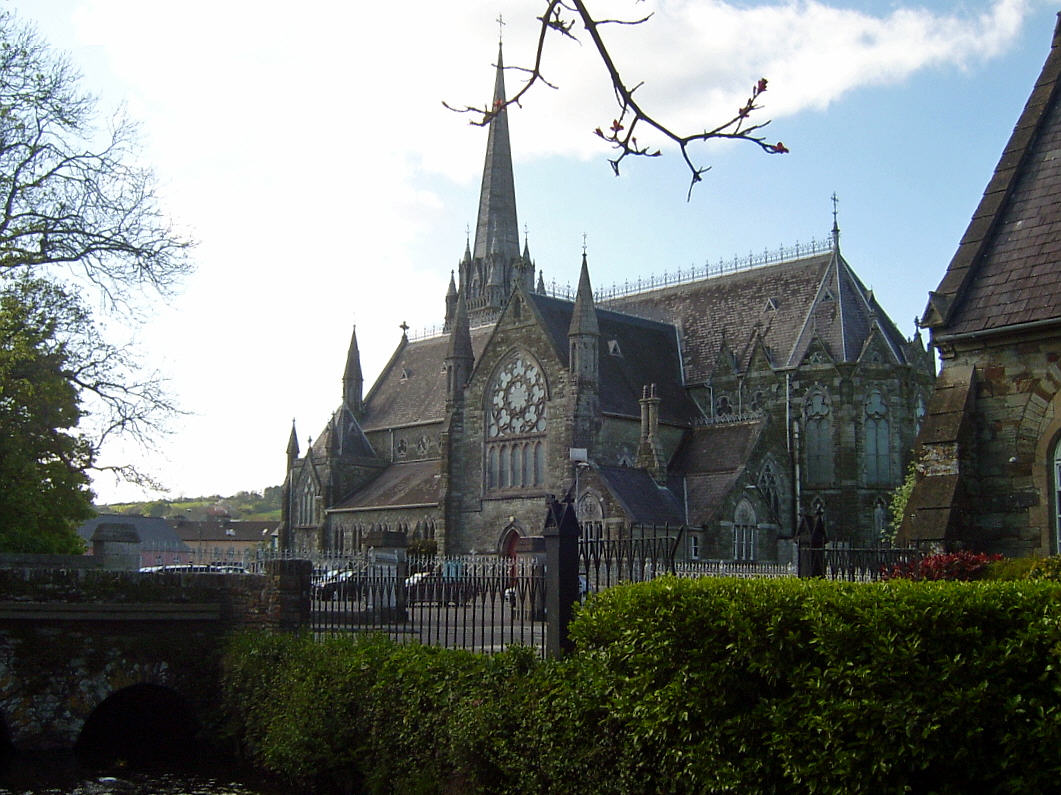
Clonakilty, Pfarrkirche Church of the Immaculate Conception (Kirche der unbefleckten Empfängnis), 2005

Clonakilty wurde 2003 als erster irischer Stadt der Status “Fairtrade Town” (Stadt des fairen Handels) zugesprochen. Im Dezember 2020 hat Aldi die Eröffnung einer neu errichteten größeren Filiale in Clonakilty für 2022 angekündigt.

## Kultur
In Clonakilty existiert eine sehr lebendige Szene traditioneller und zeitgenössischer Musik, die immer wieder auch bekannte Musiker anzieht, so dass man in den örtlichen Pubs oft auch qualitativ überzeugende Live-Musik zu Gehör bekommt. Jährlich im September findet hier das Clonakilty International Guitar Festival statt.
Im Jahr 2000 war Clonakilty der Gesamtsieger und irischer Gewinner der Goldmedaille in der Kategorie Villages (für Orte bis zu 10.000 Bewohner) in dem prestigeträchtigen europäischen Wettbewerb „Entente Florale Europe“; 2001 gewann Clonakilty beim LivCom-Award den Titel Lebenswerteste Stadt der Welt für Orte bis 20.000 Einwohner und errang 2006 im selben Wettbewerb eine Silbermedaille. Im November 2016 wurde Clonakilty zur besten Stadt in Großbritannien und Irland bei den Urbanism Awards 2017 gewählt.
Zur Erinnerung an Michael Collins wurde zu Ostern 2016 ein Museum in seinem ehemaligen Wohnhaus Nr. 7 Emmett Place eröffnet. Es wird vom Cork County Council, der Verwaltung des County Cork, betrieben und zeigt die Lebensgeschichte von Collins und wichtige Stationen der Unabhängigkeitsbewegung. Bereits seit 2000 betreibt der Lokalhistoriker Tim Crowley etwas außerhalb der Stadt das Michael Collins Centre, ein kleines privates Museum zu Ehren des Revolutionshelden.
Der Steinkreis von Ballyvackey liegt auf einer Weide, nördlich der R599 etwa 100 m vom Fealge River, westlich von Clonakilty.

## Sport
Der „Clonakilty RFC“ ist einer der in der Munster Rugby vertretenen Vereine.
Clonakilty ist die Basis der seit 1977 jährlich im März am „Saint Patrick’s Day“-Wochenende ausgetragenen „West Cork Rally“, einer zweitägigen Asphaltrallye.

## Öffentlicher Personenverkehr
An den Schienenverkehr in Irland ist Clonakilty seit 1961 nicht mehr angeschlossen, durch Bus Éireann jedoch mehrmals täglich mit Cork City und Skibbereen verbunden. Der Flughafen Cork ist in weniger als einer Stunde Fahrzeit erreichbar.

## Persönlichkeiten

### Söhne und Töchter
- Alfred Elmore (1815–1881), irisch-britischer Maler und Illustrator
- Mary Jane O’Donovan Rossa (1845–1916), irische Lyrikerin und politische Aktivistin
- William Harnett (1848–1892), irisch-amerikanischer Maler
- Michael Collins (1890–1922), Unabhängigkeitskämpfer, Militär und Politiker
- John O’Sullivan (1901–1990), Landwirt und Politiker
- Peter Callanan (1935–2009), Politiker, Mitglied des Seanad Éireann (1997–2009)
- Christy O’Sullivan (* 1948), Politiker
- Liam Twomey (* 1967), Politiker, Teachta Dála, seit 2007 im Seanad Éireann
- Louise O’Neill (* 1985), Schriftstellerin

### Mit Clonakilty verbunden
- David Mitchell (* 1969), britischer Schriftsteller, lebt hier
- Noel Redding (1945–2003), britischer Gitarrist und Bassist, lebte und starb hier